# Avačský záliv
Avačský záliv (také Avačinský záliv, rusky Авачинская бухта, Avačinskaja buchta či Ава́чинская губа́) je záliv Tichého oceánu, který se nachází na jihovýchodě Kamčatského poloostrova. Je přibližně 25 kilometrů dlouhý, u svého ústí je široký tři kilometry, dále se však podstatně rozšiřuje. Maximální hloubka je 26 metrů. Celková vodní plocha zálivu je 215 kilometrů čtverečních. Tento záliv, druhý největší na světě, je schopen pojmout celosvětovou flotilu všech lodí.
Do zálivu ze severozápadu ústí řeka Avača, na severovýchodním břehu leží město Petropavlovsk-Kamčatskij, správní středisko celého Kamčatského kraje, a na jihozápadním břehu leží uzavřené město Viljučinsk. Napravo u vjezdu do zálivu je Babuškinův mys s velkým černým Babuškinovým útesem, který je asi 100 metrů vysoký, s plochým vrcholkem. Zvláštním symbolem zálivu jsou útesy Tři bratři, které stojí při vjezdu do zálivu. Ve skalnatých útesech kolem zálivu je mnoho nádherných jeskyní, kam se dá dostat pouze kajaky.
V Avačinském zálivu žije 32 druhů ryb, včetně platýsů, těrpug, mořských okounů, halibutů a všech druhů tichomořských lososů. Záliv je také domovem tuleňů a často zde jsou vidět kosatky a velryby.
I když záliv v zimě zamrzá, slouží po celý rok rybářským a nákladním lodím. Kromě civilního přístavu se zde nachází také řada vojenských základen ruského námořnictva. Avačinský záliv je hlavní dopravní branou Kamčatky a také ideálním místem pro milovníky mořských plaveb, rybaření, potápění a surfování.

## Dějiny zálivu
Avačinský záliv byl objeven ruskými kozáky v čele s Radionem Presněcovem roku 1703, krátce poté byla celá Kamčatka Vladimirem Atlasovem dobyta a připojena k Ruskému impériu. Skutečný význam zálivu, ale odhalil až Vitus Bering v roce 1729, který zde založil Petropavlovsk-Kamčatskij. Po skončení Druhé kamčatské expedice, zde zůstalo jen jeden poddůstojník se sedmi vojáky. V roce 1770 do zálivu poprvé připlula jiná než ruská loď. Bylo to plavidlo pod velením Charlese Clerka, zástupce a asistenta Jamese Cooka. Podrobně jej prozkoumal a zmapoval pro ruské carské námořnictvo Michail Dmitrijevič Těbeňkov ve třicátých letech devatenáctého století.
1. července 1850 byl u vjezdu do Avačinského zálivu postaven Petropavlovský maják, který byl vidět ze vzdálenosti 30 mil a sloužil k orientaci lodím. Tento maják byl první nejen na Kamčatce, ale i na celém ruském pobřeží Tichého oceánu.

## Environmentální katastrofa v roce 2020
Na podzim roku 2020 bylo zjištěno hromadné vyhynutí mořských organismů v Avačinském zálivu a v jeho blízkosti. V mořské vodě se vznášela snadno rozpustná a vysoce toxická transparentní látka. Na pobřeží byly vyplavování mrtví tuleni, chobotnice a mořští ježci. Surfaři si stěžovali na bolavé oči, kašel a horečku. Od mysu Nalyčev po Avačský záliv, což je více než 40 km, je mrtvý veškerý život v moři. Příčina kontaminace je neznámá. Ruští odborníci a úřady mají několik teorií od vypouštění toxických látek do blízkých řek, které ústí do zálivu, přes unikající látky z tankeru až po přirozené příčiny. Kontroly regionálního ministerstva přírodních zdrojů ukázali, že došlo k 2,5násobnému nárůstu hladiny fenolů a 3,6násobně stoupla koncentrace ropných produktů ve vodě. Ruský ministr životního prostředí Dmitrij Kobilkin vyslovil podezření na zvýšenou míru místních mikroorganismů, které změnily hladinu kyslíku a tím udusily život v zálivu. Guvernér Kamčatky Vladimir Solodov uvedl, že za to může seismická aktivita ze sopek. Guvernér také pozval americké, japonské a čínské experty, aby pomohli odhalit příčinu katastrofy.
V březnu 2021 byl zveřejněn oficiální výsledek vyšetřování, že v Avačinském zálivu došlo od července do září 2020 k velké teplotní anomálii, která měla za následek výrazné zvýšení koncentrace chlorofylu, který vedl ke škodlivému rozkvětu řas, což způsobilo zánik 95 % mořského života v Avačinském zálivu.

## Vyčištění zálivu
V létě 2020 během pracovní cesty na ruský Dálný východ navštívil záliv ruský premiér Michal Mišustin a vyzval k odstranění potopených vraků lodí.
Kamčatský guvernér Vladimir Solodov v říjnu 2021 oznámil, že v Avačinském zálivu se nachází celkem 85 různých potopených plavidel. Tato potopená plavidla ohrožují plavbu v zálivu, v říjnu 2021 proto Solodov rozhodl, že do tří let musí být vraky lodí vytaženy. Podle guvernéra růst cen kovů vzbudil zájem obchodníků o potopená plavidla, proto jejich vyzvednutí bude rychlé.

## Galerie

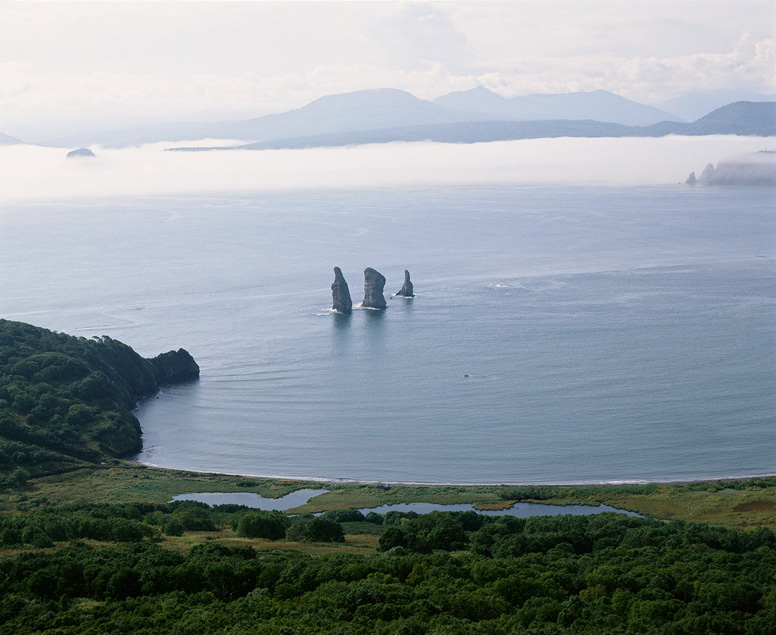
Útesy Tři bratři, symbol zálivu
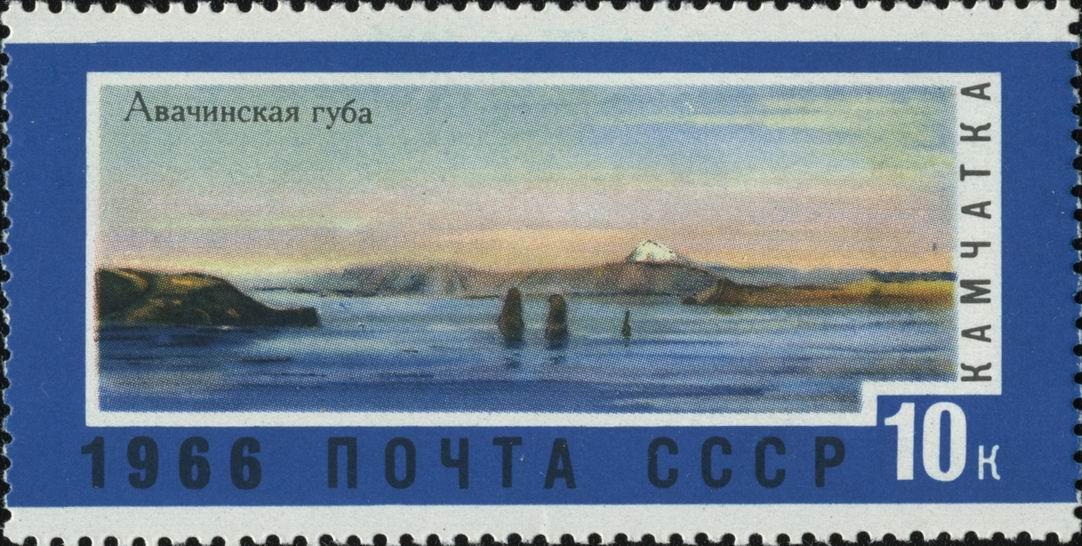
Avačinský záliv na známce SSSR
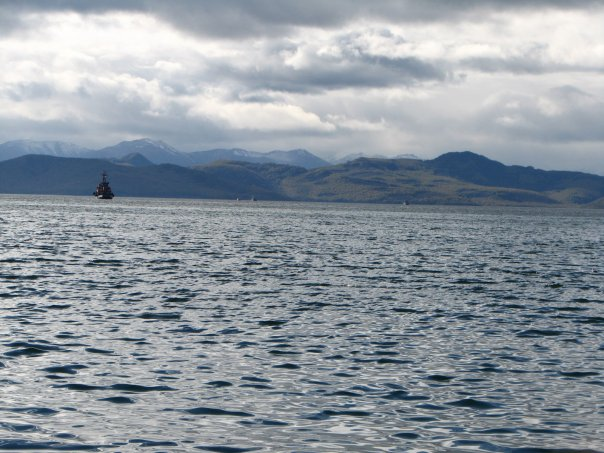
Avačinský záliv (rok 2006)
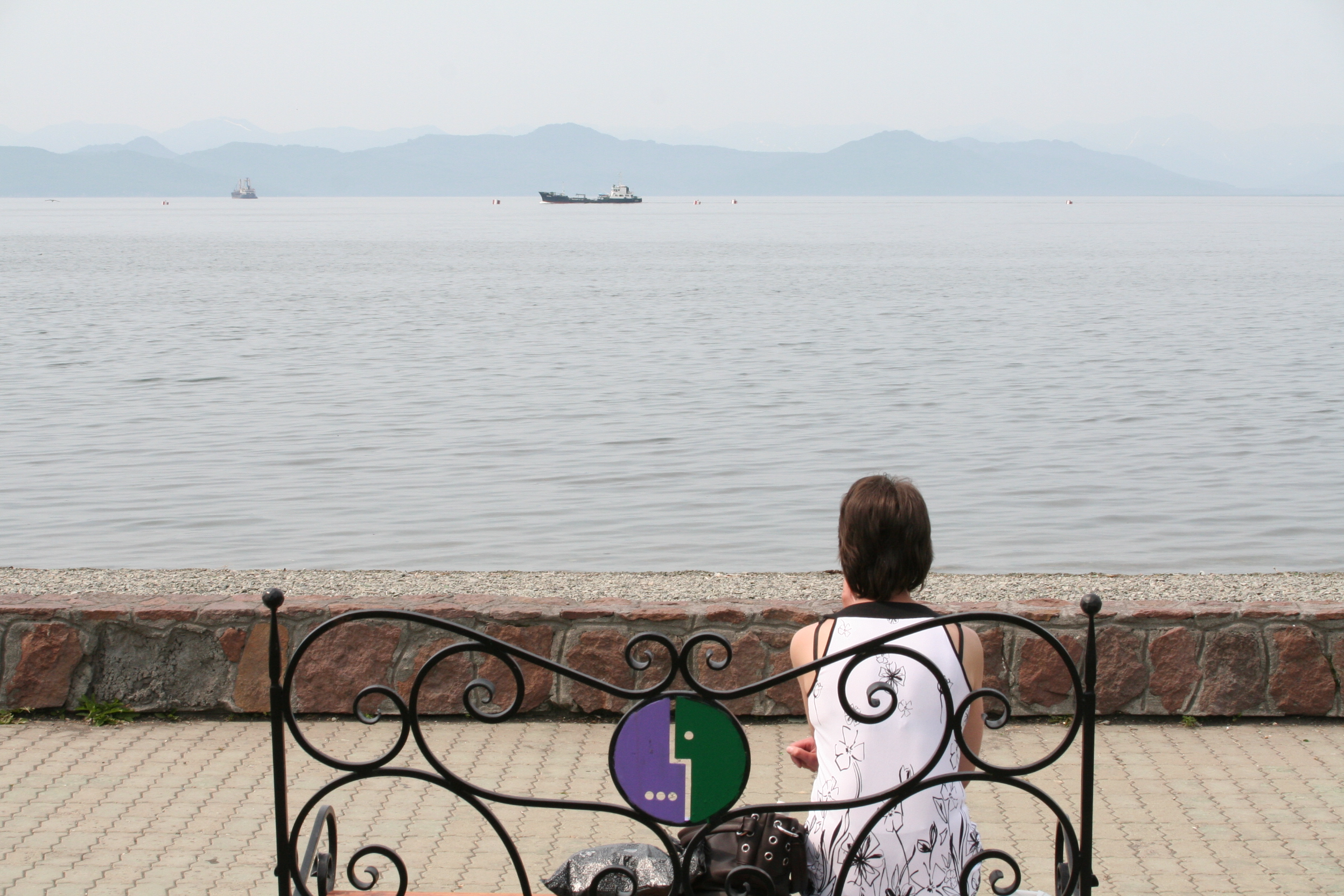
Promenáda na pobřeží zálivu
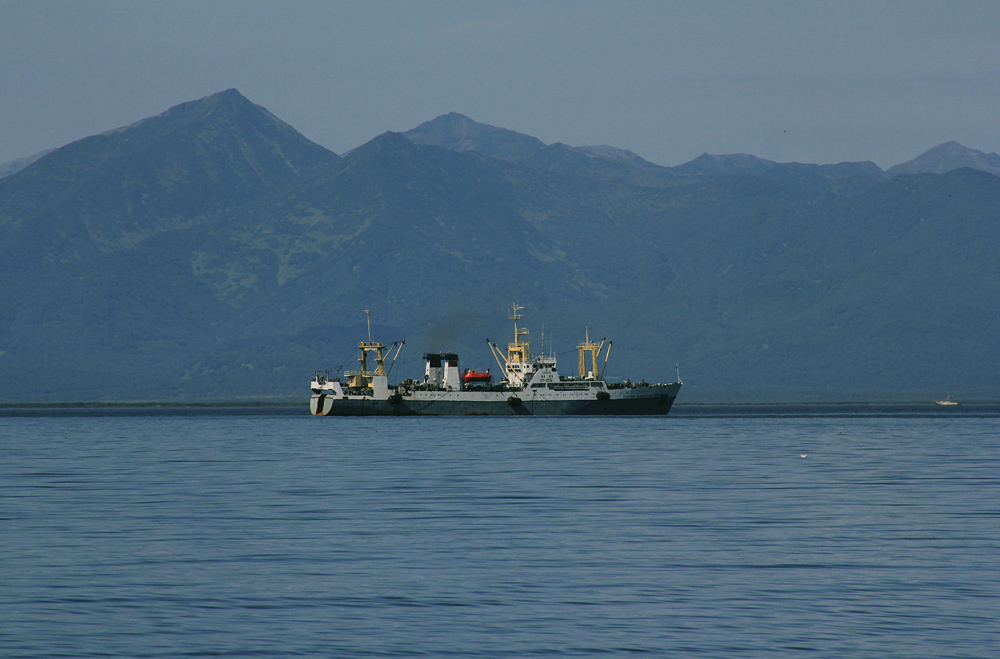
Loď Sergej Novosjolov v zálivu (rok 2010)
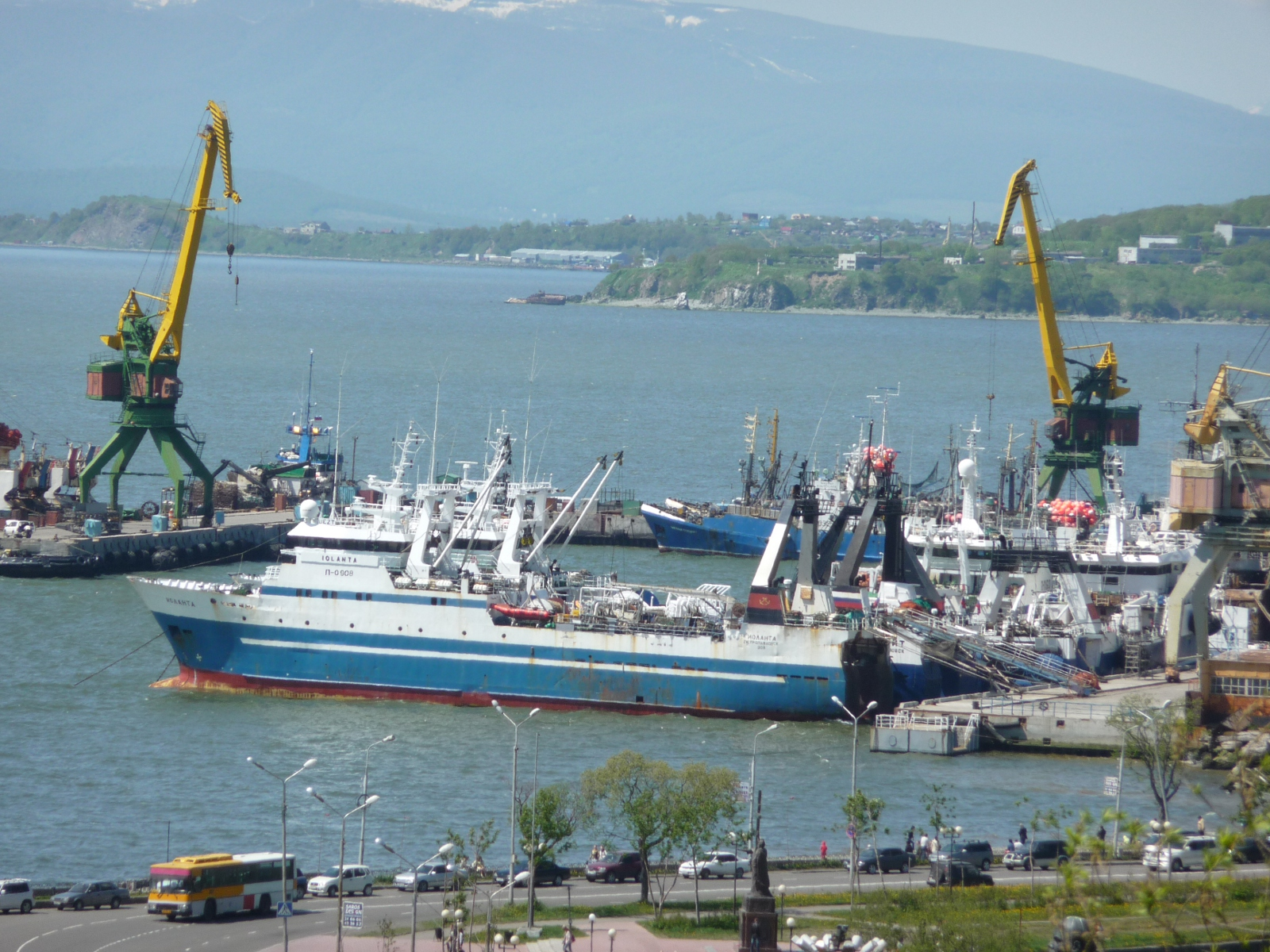
Petropavloské přístaviště v zálivu
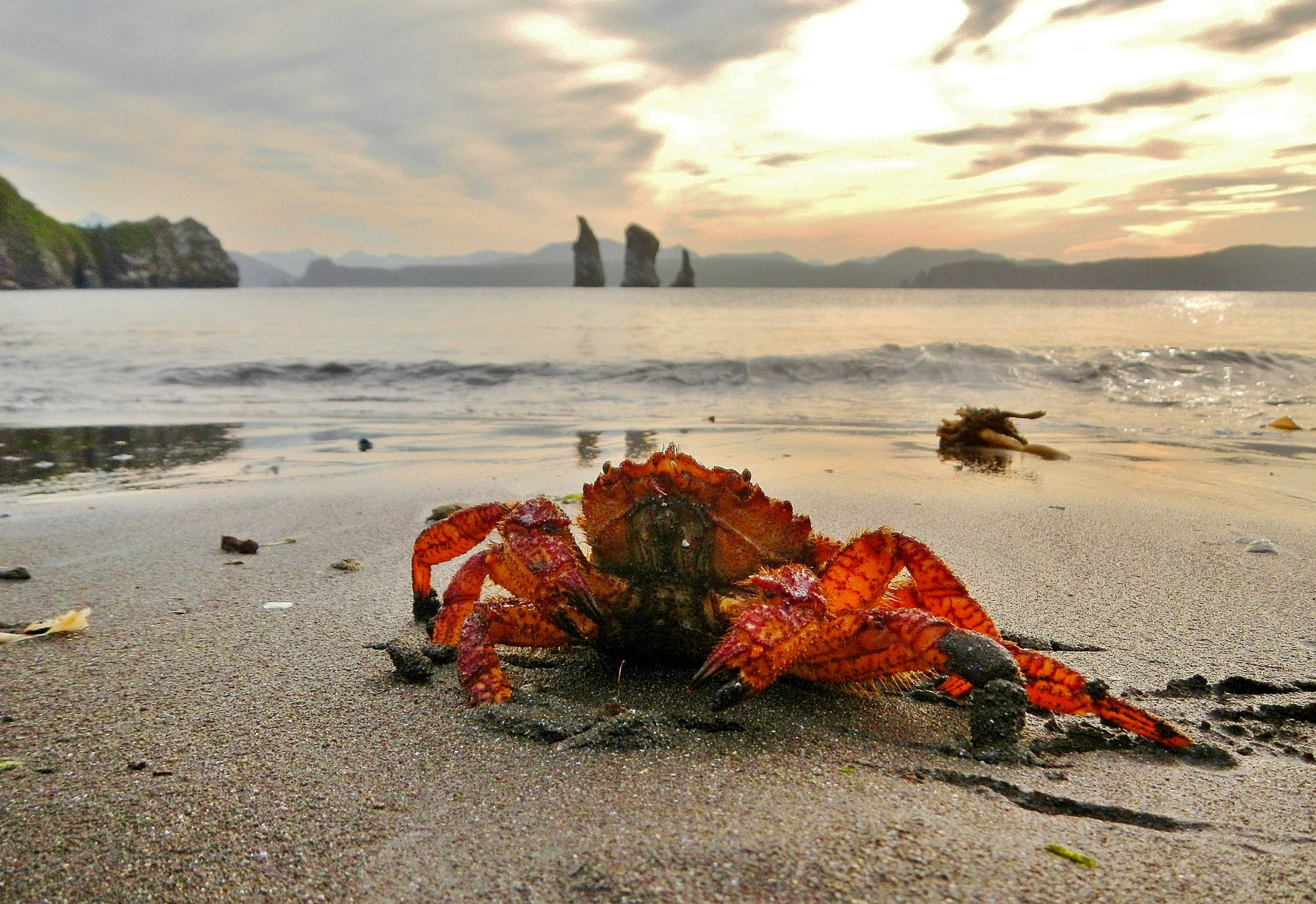
Krab v zálivu